# Procel Reluz
O Programa Nacional de Iluminação Pública Eficiente - ReLuz é um programa implantado durante o governo de Fernando Henrique Cardoso que previu investimentos de R$ 2 bilhões por parte da Eletrobrás, para tornar eficientes 5 milhões de pontos de iluminação pública no país, além de instalar mais 1 milhão de novos pontos de iluminação em regiões carentes. A principal ação é trocar em todo o país as velhas lâmpadas incandescentes ou de vapor de mercúrio pelas mais modernas de vapor de sódio, de cor âmbar (amarelada) e mais econômicas e mais fortes, além de terem maior duração.
Coordenado pelo Ministério de Minas e Energia, e desenvolvido pela Eletrobrás, através do PROCEL - Programa Nacional de Conservação de Energia Elétrica, o ReLuz foi lançado em junho de 2000 e, em 2002, prorrogado até 2010. O programa pretende abranger até 96% do potencial de conservação de energia da rede nacional de iluminação pública, composta em 2002 de 13 milhões de pontos de iluminação, sendo que 7,5 milhões de pontos devem ganhar mais eficiência com o programa.
Atingida esta meta, o governo federal conseguirá reduzir a despesa dos municípios com iluminação pública em aproximadamente R$ 183 milhões por ano, com uma redução de 682 mil quilowatts (kW) e uma economia de 1,3 bilhões de kWh/ano.

## Financiamento e execução
O financiamento dos projetos é feito às concessionárias de energia elétrica - distribuidoras, transmissoras e geradoras – que, em articulação com as Prefeituras Municipais, executam os serviços. O valor do financiamento corresponde a até 75% do valor total do projeto. O restante constitui a contrapartida das concessionárias e das Prefeituras Municipais, que pode ser feita por meio de serviços próprios como: transporte, mão-de-obra, e outros serviços necessários à execução dos projetos.

## Resultados
A implementação do Programa ReLuz, quando totalmente efetivado proporcionará a melhoria das condições para o turismo, o comércio e o lazer noturnos, geração de novos empregos, aumento da qualidade de vida da população urbana, redução da demanda do sistema elétrico nacional, especialmente no horário de maior consumo, e contribuirá para o aumento da confiabilidade e da melhoria das condições de atendimento ao mercado consumidor de eletricidade.